# Marc Godau
Marc Godau ist ein deutscher Musikpädagoge mit dem Arbeitsschwerpunkt Empirische Musikpädagogik. Zu seinen Forschungsschwerpunkten zählen technologievermitteltes Musiklernen und ästhetische Erfahrung in formalen und informellen Kontexten, Didaktik der Populären Musik, Soziomaterialität musikalischer Lern- und Bildungsprozesse sowie Professionalisierung von Musikpädagoginnen und -pädagogen.

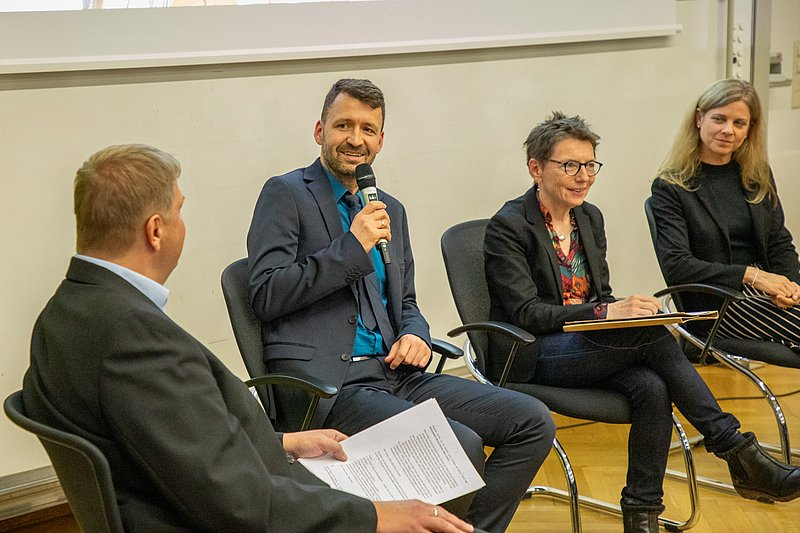
Marc Godau (zweiter von links)

## Leben und Werk
Marc Godau studierte Musik und Deutsch auf Lehramt für Gymnasien an der Universität Potsdam und legte 2009 das 1. Staatsexamen ab. 2016 promovierte er mit summa cum laude an der Universität Potsdam zum Thema Klassenmusizieren mit Populärer Musik.
Von 2007 bis 2014 war er als Lehrer und Dozent an Allgemeinbildenden und Weiterführenden Schulen für die Fächer Musik, Deutsch und Kommunikation tätig.
2014 war er Mitgründer der  Forschungsstelle Appmusik und entwickelte dort nachfolgend das Kulturangebot app2music mit. Im Rahmen seiner Tätigkeit an der Forschungsstelle Appmusik war er zwischen 2015 und 2017 als Dozent im Zertifikatskurs „tAPP – Musik mit Apps in Bildungskontexten“ tätig.
Als Wissenschaftlicher Mitarbeiter forschte er an der Universität Erfurt zu Hochschulwerkstätten, an der Universität der Künste Berlin zu musikalischer Praxis mit Apps und an der Universität Potsdam zu Improvisation. Er war zudem Dozent am Deutschen Erwachsenen Bildungswerk Cottbus und Lehrbeauftragter an der Leuphana Universität Lüneburg.
Bis April 2022 verantwortete er als Professor für Musikpädagogik und Musikdidaktik an der Fachhochschule Clara Hoffbauer Potsdam den dualen Studiengang Musikpädagogik und Musikvermittlung in Sozialer Arbeit. Zum Sommersemester 2022 nahm er den Ruf der Pädagogischen Hochschule Karlsruhe auf eine Professur für Musikpädagogik und ihre Didaktik an.
Seit dem Sommersemester 2023 ist er Professor für Empirische Musikpädagogik mit besonderer Berücksichtigung schulischer und popkultureller Kontexte an der Universität Paderborn und leitet das Institut für Begabungsforschung in der Musik.

## Forschungsprojekte als Projektleiter
- KuMuS-ProNeD – Postperformative Musikpraxen in postdigitaler Lern- und Bildungskultur (2023–2026)[11]
- MusCoDA – Musical Communities in the (Post-)Digital Age (2020–2025)[12]
- LINKED – Musikalische Bildung in postdigitalen Gemeinschaften (2017–2021)[13]

## Publikationen
Als Herausgeber:
- Perspektiven auf Hochschullernwerkstätten. Wechselspiele zwischen Individuum, Gemeinschaft, Ding und Raum (mit Sandra Tänzer, Marcus Berger und Gerd Manhaupt). Julius Klinkhardt 2019.[14]

Monografien als Autor:
- Gemeinsam allein. Klassenmusizieren mit Populärer Musik. LIT-Verlag 2017.[15]

Forschungsartikel als Autor (Auswahl):
- Social Media Music Theory. Musiktheorie auf Instagram als Teil einer Musikpädagogik im Zeitalter der Postdigitalität (mit Phillip Gosmann). In: Max Alt, Lorenz Gilli, Maximilian Haberer, Sarah-Indriyati Hardjowirogo & Sebastian R. Richter (Hg.), Auditive Medienkulturen. „The Evolution of Sound“? Soundkulturelle Praktiken in Social Media-Mikroformaten. 2025.
- Algorithmische Hyperawareness im Songwriting von Plattform-Musiker:innen. Postdigitale Subjektivität und die Transformation musikkultureller Praktiken auf TikTok und Co. (mit Dominik Maxelon & Timo Neuhausen). In: Max Alt, Lorenz Gilli, Maximilian Haberer, Sarah-Indriyati Hardjowirogo & Sebastian R. Richter (Hg.), Auditive Medienkulturen. „The Evolution of Sound“? Soundkulturelle Praktiken in Social Media-Mikroformaten. 2025.
- Situiertes Lernen in Communities of Practice. In: Sandra Tänzer, Marcus Berger, Isabell Tucholka & Gerd Mannhaupt (Hg.), Design your Education! Eine Hochschullernwerkstatt als Impulsgeber der Veränderung von Lernkulturen im Lehramtsstudium. Beltz Juventa 2024.[16]
- Zur Materialität pädagogischer Prozesse in Lernwerkstätten. In: Sandra Tänzer, Marcus Berger, Isabell Tucholka & Gerd Mannhaupt (Hg.), Design your Education! Eine Hochschullernwerkstatt als Impulsgeber der Veränderung von Lernkulturen im Lehramtsstudium. Beltz Juventa 2024.[17]
- Liveness-Norm in der Musikpädagogik – warum die Orientierung an Live-Musik kulturelle Vielfalt und Digitalisierung verhindert (mit Phillip Gosmann). In:  Diversity trifft Digitalität. SEMINAR 1/2024.[18]
- Singen auf TikTok und Co. Sind Gesangspraktiken in (post)digitaler Kultur (k)ein Thema für die Musikpädagogik? In: M. Fuchs (Hg.), Stimme – Medien – Umwelt. Logos 2024.[19]
- Die Plattformisierung des Songwritings. Musik erfinden unter Bedingungen des short video turn am Beispiel von TikTok (mit Matthias Haenisch, Julia Barreiro, Dominik Maxelon und Timo Neuhausen). In: M. Göllner, J. Honnens, V. Krupp, L. Oravec & S. Schmid, 44. Jahresband des Arbeitskreises Musikpädagogische Forschung. Waxmann 2023.[20]
- Lernprozesse und ästhetische Erfahrungen in der Appmusikpraxis (mit Christian Rolle, Linus Eusterbrock, Matthias Haenisch & Matthias Krebs). In: Benjamin Jörissen, Stefan Kröner, Lukas Birnbaum, Felix Krämer & Florian Schmiedl (Hg.), Digitalisierung in der kulturellen Bildung. Interdisziplinäre Perspektiven für ein Feld im Aufbruch. Kopaed 2023.
- Musikalische Bildung in postdigitalen Gemeinschaften (mit Verena Weidner, Matthias Haenisch & Maurice Stenzel). In: Benjamin Jörissen, Stefan Kröner, Lukas Birnbaum, Felix Krämer & Florian Schmiedl (Hg.), Digitalisierung in der kulturellen Bildung. Interdisziplinäre Perspektiven für ein Feld im Aufbruch. Kopaed 2023.
- Die Mitwirkung der Medienkoordinierung am Musikunterricht. Situationsanalytische Zugänge zur schulischen Einführung von iPad-Klassen. In: C. Kuttner, S. Münte-Gussar, Praxistheoretische Perspektiven auf Schule in der Kultur der Digitalität. Springer VS 2022.[21]
- Herausforderungen für eine Popmusikpädagogik des 21. Jahrhunderts. Kritische Anfragen an das Feld vor dem Hintergrund der musikpädagogischen Diskussion. In: LAG Pop (Hg.), (Populäre) Musik/Kultur in der Jugendarbeit.[22]
- Write Your Song. Songwriting im Musikunterricht – ein Kartenspiel als Planungstool (mit Katharina Hermann & Verena Weidner). In: BMU-Magazin 16/2022, 8–13.
- Hacking Music Education. Über das Potenzial einer Kulturtechnik des Digitalzeitalters für musikpädagogisches Denken und Handeln. In: Üben & Musizieren 2/2022.
- How Popular Musicians Learn in the Postdigital Age – Ergebnisse einer Studie zur Soziomaterialität des Songwritings von Bands in informellen Kontexten (mit Matthias Haenisch). In: V. Weidner & C. Rolle (Hg.), Praxen und Diskurse aus Sicht Musikpädagogischer Forschung. Waxmann 2019.[23]
- Musik mit Apps in der Kulturellen Bildung. In: J. Ludwig & H. Ittner (Hg.), Forschung zum pädagogisch-künstlerischen Wissen und Handeln. Springer VS 2019.[24]
- Wie Studieren im Lernwerkstattseminar gelingt – Rekonstruktion von Lernprozessen Lehramtsstudierender in einer Hochschullernwerkstatt (mit Sandra Tänzer, Marcus Berger & Gerd Mannhaupt). In: C. Donie u. a. (Hg.), Grundschulpädagogik zwischen Wissenschaft und Transfer. Springer VS 2019.[25]
- Digitalisierung – Musik – Unterricht: Rahmen, Theorien und Projekte (mit Michael Ahlers). In: Diskussion Musikpädagogik 82/2019.[26]
- Erfassung des Professionswissens von Musiklehrkräften. Validierung einer deutschen Übersetzung eines Selbstauskunftsfragebogens zur Erfassung des Musical Technological Pedagogical And Content Knowledge (MTPACK) (mit Daniel Fiedler). In: B. Clausen & S. Dreßler (Hg.), Soziale Aspekte des Musiklernens. Waxmann 2018.[27]
- Inklusion und Appmusik – wie die Integration von Apps in den inklusiven Musikunterricht gelingen kann. In: A. Bossen & B. Jank (Hg.), Musikarbeit im Kontext von Inklusion und Integration. Universitätsverlag Potsdam 2018.[28]
- Besonderheiten musikpädagogischer Praxis mit Apps – Ergebnisse einer explorativen Studie zum Lernen mit Smarttechnologien in Musik-AGs. In: J.-P. Koch, C. Rora, K. Schilling-Sandvoß, Musikkulturen und Lebenswelt. Shaker 2018.[29]